# Crença religiosa

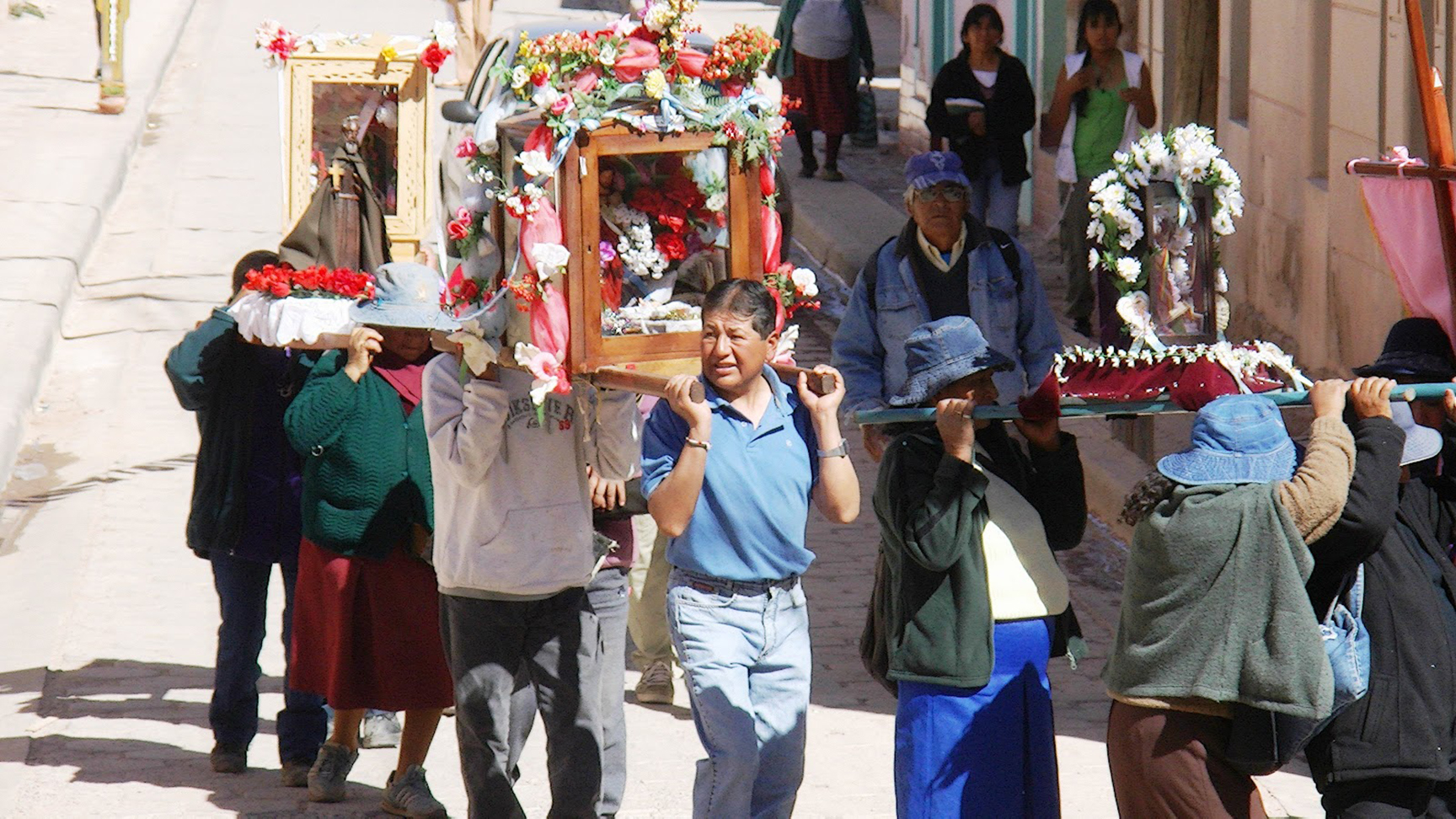
Procissão em honra de um santo. Argentina.

A crença religiosa refere-se a atitudes em relação aos aspectos mitológicos, sobrenaturais ou  espirituais de uma religião. A crença religiosa é distinta de ritual religioso e de comportamento religioso - com alguns crentes que não praticam religião e alguns praticantes que não acreditam em religião. Crenças religiosas, geralmente se relacionam à existência, características e adoração de uma ou mais deidades, à ideia de intervenção divina no universo e na vida humana ou nas explicações deontológicas para os valores e práticas centrados nos ensinamentos de um líder espiritual ou de um grupo espiritual. Em contraste com outros sistemas de crenças, as crenças religiosas são geralmente codificadas.

## Formas
Uma visão popular sustenta que diferentes religiões têm conjuntos de crenças ou credos identificáveis e exclusivos, mas pesquisas sobre crenças religiosas freqüentemente descobriram que a doutrina oficial e as descrições das crenças oferecidas pelas autoridades religiosas nem sempre concordam com as crenças daqueles que se identificam como membros de uma religião específica.